# 徳川義崇
徳川 義崇（とくがわ よしたか、1961年8月25日 - ）は、日本の実業家。尾張徳川家第22代当主。公益財団法人徳川黎明会会長。徳川美術館館長。八雲産業社長。
名古屋市博物館協議会委員、全国美術館会議副会長、日本博物館協会理事、名古屋大学参与。尾張藩連携事業推進協議会名誉顧問。
東京都出身。学習院幼稚園、学習院初等科、学習院中・高等科、学習院大学経済学部経済学科卒業。
IT技術の研究にも携わり、WIDEプロジェクトメンバー。「お殿様はスーパーICTエンジニア」と題して講演。徳川美術館のキャラクター「トクさん」のモデル。

## 経歴
- 1961年8月25日[4]、尾張徳川家第21代当主・徳川義宣の長男[12]として生まれる。
- 1993年5月5日、徳川黎明会役員（理事）に就任[13]。
- 2005年11月23日[14]、徳川義宣が死去し、11月29日の葬儀・告別式[15]の後に、12月1日付で館長に就任[13][15]。12月8日のお別れの会の後に理事会による議決の結果で[15]、同月15日付をもって会長に就任することに決定[15]（内定）。
- 2006年5月30日、徳川黎明会会長に就任[13]。
- 2011年11月、名古屋国際センターでNTTコミュニケーションズとNTTコミュニケーションズ・パートナー連絡協議会（NCOP）の共催で開かれた『ソリューションセミナー「経営戦略へのICT活用」』に徳川美術館長として出席し、「お殿さまはスーパーICTエンジニア」と題してNTTコミュニケーションズ・先端IP アーキテクチャセンタ担当部長で北陸先端科学技術大学院大学客員教授の宮川晋と対談した[8]。同セミナーの案内状では、「実はコンピュータプログラミングおよびインターネットの高い技術をもつエンジニアとしても御高名」と紹介されている[8]。
- 2014年、simpleshowが制作した徳川美術館のインバウンド対策解説動画（英語）に登場するキャラクター・トクさんのモデルになった[9][11]。同年9月18日[16]、第19回日本バーチャルリアリティ学会大会で「文化を遺す意義と努力 ―尾張徳川家を例にとって― VR技術への期待」と題して特別講演[4]。
- 2015年
  - 4月17日、静岡市駿河区の久能山東照宮で徳川家康の400回忌を記念して行なわれた「久能山東照宮 御鎮座400年大祭」の祭礼・御例祭（ごれいさい）に、尾張徳川家第22代当主として、徳川宗家第18代当主・徳川恒孝や水戸徳川家第15代当主・徳川斉正らと共に出席し、社殿奥の家康の墓所・神廟（しんびょう）に参拝した[2]。
  - 10月29日、「トクさん」はミュージアムキャラクターアワード2015で25,060票を獲得して[17]第1位になった[10][11][注 2][注 3]。キャラクターと同じチノパン姿で表彰された同氏は「私自身の知名度はともかく、キャラクターの知名度が上がる事で、徳川美術館にもっともっと足を運んでもらえれば」と語った[10]。

## IT技術者、WIDEプロジェクトメンバーとして
IT技術者として黎明期のインターネットの技術開発に関わり、WIDEプロジェクトのメンバー。吉村伸、村井純らと下掲の著作物がある。
- 1979年、学習院高等科時代に選択科目で初めてコンピューターに触れる。高等科に隣接する大学の大型計算機センタの汎用機・三菱MELCOM、OSはUTS/VSであった。
- 1980年、学習院大学入学時にNEC PC-8001を購入。プログラムの製作を開始し、アルバイトで事務計算や回帰分析のプログラム製作をおこなった。その後PC-9801でC言語を使い始める。
- 1984年、アスキーでアルバイトを開始。アスキーネットもこの時に使用を開始。
- 1986年、ダイデンインテリジェンステクノロジー（現在のディアイティ）でアルバイトを開始、その後就職。慶応大学の村井純と出会う。UniPress EMACSの日本語化に携わる。
- 1988年、WIDE Projectの活動が具体化し、JUS（Japan Unix Society）の幹事となる。
- 1989年、ディアイティがWIDE Projectに参加。この頃よりネットワーク研究を仕事として本格的に関わる。1990年9月、ディアイティのインターネット接続に成功。
- 1992年、JUNET協会を発足し、副会長に就任。初代会長は吉村伸。BSD/OS用のAPM/PCMCIAドライバ「Wildboar」の開発を開始。
- 1997年、家業が忙しくなりディアイティを退職。その後もWIDE Projectの研究活動は継続。

## 系譜
| 徳川義崇 | 父: 徳川義宣   | 祖父: 堀田正恒 | 曾祖父: 鍋島直柔 |
| 徳川義崇 | 父: 徳川義宣   | 祖父: 堀田正恒 | 曾祖母: 鍋島輝子 |
| 徳川義崇 | 父: 徳川義宣   | 祖母: 堀田秀子 | 曾祖父: 伊達邦宗 |
| 徳川義崇 | 父: 徳川義宣   | 祖母: 堀田秀子 | 曾祖母: 留守巨梅 |
| 徳川義崇 | 母: 徳川三千子 | 祖父: 徳川義知 | 曾祖父: 徳川義親 |
| 徳川義崇 | 母: 徳川三千子 | 祖父: 徳川義知 | 曾祖母: 徳川米子 |
| 徳川義崇 | 母: 徳川三千子 | 祖母: 徳川正子 | 曾祖父: 松平恆雄 |
| 徳川義崇 | 母: 徳川三千子 | 祖母: 徳川正子 | 曾祖母: 松平信子 |

## 著作物など
共著
- 吉村伸; 徳川義崇; 村井純「学術ネットワーク間接続利用の変遷」（PDF）『情報処理学会研究報告 マルチメディア通信と分散処理』第53号、情報処理学会、1-8頁、1991年7月5日。2016年12月15日閲覧。
- 徳川義崇 著「『開発プラットフォームとしてのPC-UNIX』PC-UNIX」、WIDEプロジェクト 編『日本でインターネットはどのように創られたのか? WIDEプロジェクト20年の挑戦の記録』村井純(監修)、インプレスR&D、2009年3月25日、61-66頁。ISBN 978-4844326779。

監修
- 徳川義崇 (監修); 徳川林政史研究所 編『写真集 尾張徳川家の幕末維新: 徳川林政史研究所所蔵写真』吉川弘文館、2014年2月28日。ISBN 978-4642038270。

金鯱叢書
- 竹内誠; 徳川義崇 編『史学美術史論文集』 第33輯、徳川黎明会・思文閣出版〈金鯱叢書〉、2006年10月。ISBN 978-4784213269。
- 竹内誠; 徳川義崇 編『史学美術史論文集』 第34輯、徳川黎明会・思文閣出版〈金鯱叢書〉、2008年6月。ISBN 978-4784213955。
- 竹内誠; 徳川義崇 編『史学美術史論文集』 第35輯、徳川黎明会・思文閣出版〈金鯱叢書〉、2009年6月。ISBN 978-4784214686。
- 竹内誠; 徳川義崇 編『史学美術史論文集』 第36輯、徳川黎明会・思文閣出版〈金鯱叢書〉、2010年3月24日。ISBN 978-4784215119。
- 竹内誠; 徳川義崇 編『史学美術史論文集』 第37輯、徳川黎明会・思文閣出版〈金鯱叢書〉、2011年4月。ISBN 978-4784215737。
- 竹内誠; 徳川義崇 編『史学美術史論文集』 第38輯、徳川黎明会・思文閣出版〈金鯱叢書〉、2012年5月1日。ISBN 978-4784216307。
- 竹内誠; 徳川義崇 編『史学美術史論文集』 第39輯、徳川黎明会・思文閣出版〈金鯱叢書〉、2013年4月1日。ISBN 978-4784216864。

寄稿
- 「前会長徳川義宣を偲んで」徳川黎明会徳川美術館 編, 『尾陽 : 徳川美術館論集』（金鯱叢書） 2006年3号, pp.3-9
- 「徳川美術館の運営から考察する私立美術館の運営」日本博物館協会 編, 『博物館研究』vol.43(482), 特集 ガバナンスとマネージメント 設置者責任, 2008年8号, pp.16-19
- 「美術館案内(vol.4)徳川美術館 : 大名文化の継承」季刊美術誌『聚美』, 2012年4号, 聚美社, pp.98-101
- 「文化を守る」『共済医報』vol.64 第63回共済医学会特集 ; 特別講演, 2015年2号, pp.90-101

対談
- 季刊『展コミ』 Vol.13, 2010年, 「インタビュー 徳川義崇さん 徳川美術館長/徳川黎明会会長 歴史をつぐむために」  pp.6-10, ASIN B003SAM9OY
- 『週刊朝日』2015年1月16日号, 「子孫が語る秘話と秘宝スペシャル 家康没後400年記念 徳川座談会 : 宗家・御三家勢揃い 美術館では飾れない"家宝"は家康公のふんどしです」 pp.32-35

出演
- NHK『探検バクモン』「尾張徳川家 珠玉の家宝＆生き残りの秘策」(2018年9月19日)[19]